# Scelio dhupgarhi
Scelio dhupgarhi är en stekelart som beskrevs av Durgadas Mukerjee 1979. Scelio dhupgarhi ingår i släktet Scelio och familjen Scelionidae. Inga underarter finns listade i Catalogue of Life.